# Pierre Howard
Pierre D. Howard, född 3 februari 1943 i Decatur, Georgia, är en amerikansk demokratisk politiker. Han var viceguvernör i Georgia 1991–1999.
Howard efterträdde 1991 Zell Miller som viceguvernör och efterträddes 1999 av Mark Taylor. Han hade tänkt kandidera i guvernörsvalet 1998 men avbröt sin kampanj i augusti 1997. Valet vanns av en annan demokrat, Roy Barnes. Howard har varit aktiv inom miljörörelsen i Georgia.